# 共産主義者同盟プロレタリア派
共産主義者同盟プロレタリア派（きょうさんしゅぎしゃどうめいプロレタリアは）は日本の新左翼党派。1974年3月、第2次ブント（第二次共産主義者同盟）の幹部だった竹内陽一を中心に結成された。このため竹内ブントという通称をもつ。ただし竹内陽一は80年代前半に同派を離脱しているので注意。労働運動では江東区・墨田区のローカル組合に一部影響力がある。なお労働者組織の「首都青年労働者社会主義研究会」は共産主義者同盟の赤軍派に比較的近い位置にあった左派グループを中心に組織された。

## 概要
- 機関紙：『プロレタリア』
- 学生組織：反帝学生戦線
- 労働者組織：首都青年労働者社会主義研究会
- 拠点校：明治大学二部文学部、中央大学
- ヘルメット：赤。前面に白で「反帝学戦」「駿台文学会」、横に「AISF」、後ろに「明大」。